# Gerudada, Krishnarajanagara
Gerudada là một làng thuộc tehsil Krishnarajanagara, huyện Mysore, bang Karnataka, Ấn Độ.